# 4. kniha Makabejská
4. kniha Makabejská je apokryfním židovským filosofickým spisem z počátku 1. století, jenž je součástí kánonu Septuaginty a pravoslavného kánonu. Tématem knihy je stoická myšlenka „vlády rozumu nad vášněmi“, jež je dokazována příběhem mučedníků za makabejského povstání.

## Vznik a obsah knihy
4. kniha Makabejská byla sepsána řecky na počátku 1. století n. l. řecky vzdělaným židem, jenž se snažil srozumitelným způsobem předložit židovskou víru helénistickému okolí. Za místo vzniku se nejčastěji pokládá Alexandrie či Antiochie Syrská. Text knihy se zachoval ve starých rukopisech Septuaginty.
Autor ve spisu pojednává o „vládě rozumu nad vášněmi“ a jako doklad svých myšlenek uvádí příklad židovských mučedníků za makabejského povstání, popsaný ve 2. knize Makabejské. Hlavní myšlenka vychází ze stoické etiky, je však značně přetvořena: filosofií se zde rozumí hledání moudrosti v Tóře, rozumem se nemíní obyčejný lidský rozum, nýbrž zbožný rozum. Množství prvků charakteristických pro helénistickou filosofii však zůstalo zachováno: odměna a trest za lidské činy následuje ihned po smrti, nikoli až v den Božího soudu, rovněž chybí zmínky o zmrtvýchvstání či podsvětí.